# Trachoma
Trachoma – rodzaj roślin z rodziny storczykowatych (Orchidaceae). Obejmuje 16 gatunków występujących w Azji Południowo-Wschodniej, Australii i Oceanii w takich krajach i regionach jak: Asam, Borneo, Wyspy Cooka, Fidżi, Jawa, Malezja Zachodnia, Moluki, Mariany, Mjanma, Nowa Kaledonia, Nowa Gwinea, Niue, Filipiny, Queensland, Wyspy Towarzystwa, Wyspy Salomona, Celebes, Sumatra, Tajlandia, Tybet, Îles Australes, Vanuatu, Wietnam.

## Systematyka
Rodzaj sklasyfikowany do podplemienia Aeridinae w plemieniu Vandeae, podrodzina epidendronowe (Epidendroideae), rodzina storczykowate (Orchidaceae), rząd szparagowce (Asparagales) w obrębie roślin jednoliściennych.
Wykaz gatunków
- Trachoma binchinae (P.O'Byrne & J.J.Verm.) Kocyan & Schuit.
- Trachoma brevirhachis (L.O.Williams) Garay
- Trachoma candida (P.O'Byrne) Kocyan & Schuit.
- Trachoma celebicum (Schltr.) Garay
- Trachoma coarctatum (King & Pantl.) Garay
- Trachoma gamma (P.O'Byrne & J.J.Verm.) Kocyan & Schuit.
- Trachoma guamense (Ames) Garay
- Trachoma latriniformis (P.O'Byrne & J.J.Verm.) Kocyan & Schuit.
- Trachoma minuta (W.Suarez) Kocyan & Schuit.
- Trachoma papuanum (Schltr.) M.A.Clem., J.J.Wood & D.L.Jones
- Trachoma phillipsii (Choltco) Kocyan & Schuit.
- Trachoma rhopalorrhachis (Rchb.f.) Garay
- Trachoma rumphii (J.J.Sm.) Kocyan & Schuit.
- Trachoma sarcochiloides (Schltr.) W.Suarez & Cootes
- Trachoma sinapicolor (P.O'Byrne & J.J.Verm.) Kocyan & Schuit.
- Trachoma stellatum M.A.Clem., D.L.Jones, B.Gray & J.J.Wood